# Norbert Rescher
Norbert Rescher (* 1969 in Nauen) ist ein rechtsextremer deutscher Politiker (AfD) und seit 2024 Landtagsabgeordneter in Brandenburg.

## Leben
Rescher ist gelernter Zimmerermeister und Dachdeckermeister und arbeitet als Dachdeckermeister in Pinnow. Er ist Vorsitzender des Gesellenprüfungsausschusses für Dachdecker.

## Politik
Rescher kandidierte 2019 erfolglos für das Amt des Bürgermeisters in Schwedt/Oder. 2024 wurde er in den Kreistag Uckermark gewählt. Bei der Landtagswahl 2024 errang er das Direktmandat für den Landtagswahlkreis Uckermark II. Seit Januar 2025 ist er Vorsitzender im Ausschuss für Infrastruktur und Landesplanung.